# Larry Flynt

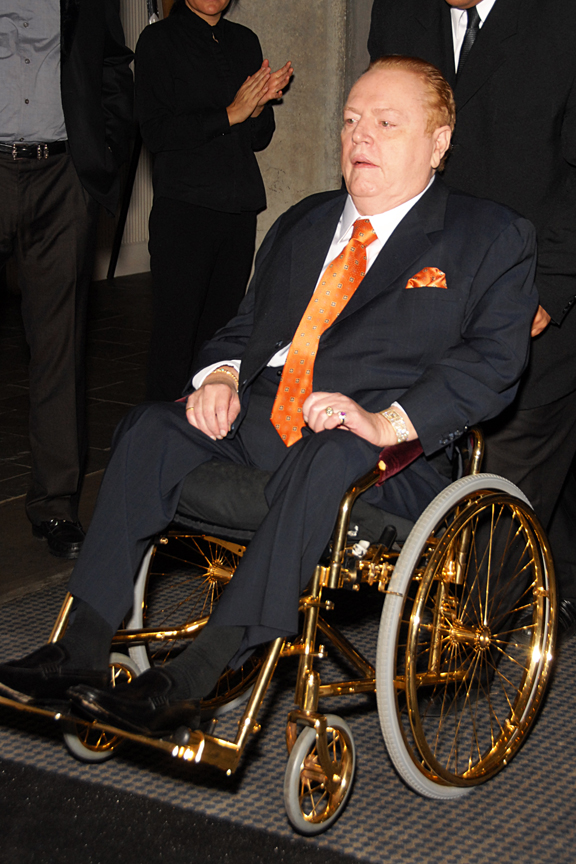
Larry Flint em sua cadeira de rodas de ouro, em 2009

Lawrence Claxton "Larry" Flynt, Jr. (Magoffin County, 1 de novembro de 1942 – Los Angeles, 10 de fevereiro de 2021) foi um editor norte-americano.

## Biografia
Flynt foi fundador e presidente da Larry Flynt Publications (LFP). o grupo LFP produz principalmente material pornográfico, incluindo vídeos e revistas, sendo a revista Hustler, criada em 1974, a sua publicação mais conhecida. O nome se deriva de uma rede de bares com strippers que Flynt fundou, começando por um em Dayton, Ohio.
Durante sua vida, Flynt participou de diversas batalhas judiciais, tendo sido processado várias vezes pelo conteúdo pornográfico que suas empresas produzem.
O norte-americano está limitado a uma cadeira de rodas desde 1978, quando Joseph Paul Franklin, um defensor da supremacia branca, o baleou, dando como motivo uma sessão fotográfica da Hustler onde surgiam nus um homem negro e uma mulher branca. Ele também foi um crítico das relações promiscuas entre o governo norte-americano e as empresas desde o começo da gestão Obama.
Sua vida foi retratada no cinema pelo filme O Povo Contra Larry Flynt, onde Flynt é interpretado por Woody Harrelson.
Morreu em 10 de fevereiro de 2021 em Los Angeles, aos 78 anos de idade, de insuficiência cardíaca.